# 專時頓灣
專時頓灣是澳洲新南威爾斯州雪梨港的一個海灣，位於卑滿與巴免兩市區之間，連接白灣、羅些灣、卑力屈度灣、專士灣及打令港。
忌獵孤洲橋（及其後建造的安薩橋）橫跨專時頓灣。

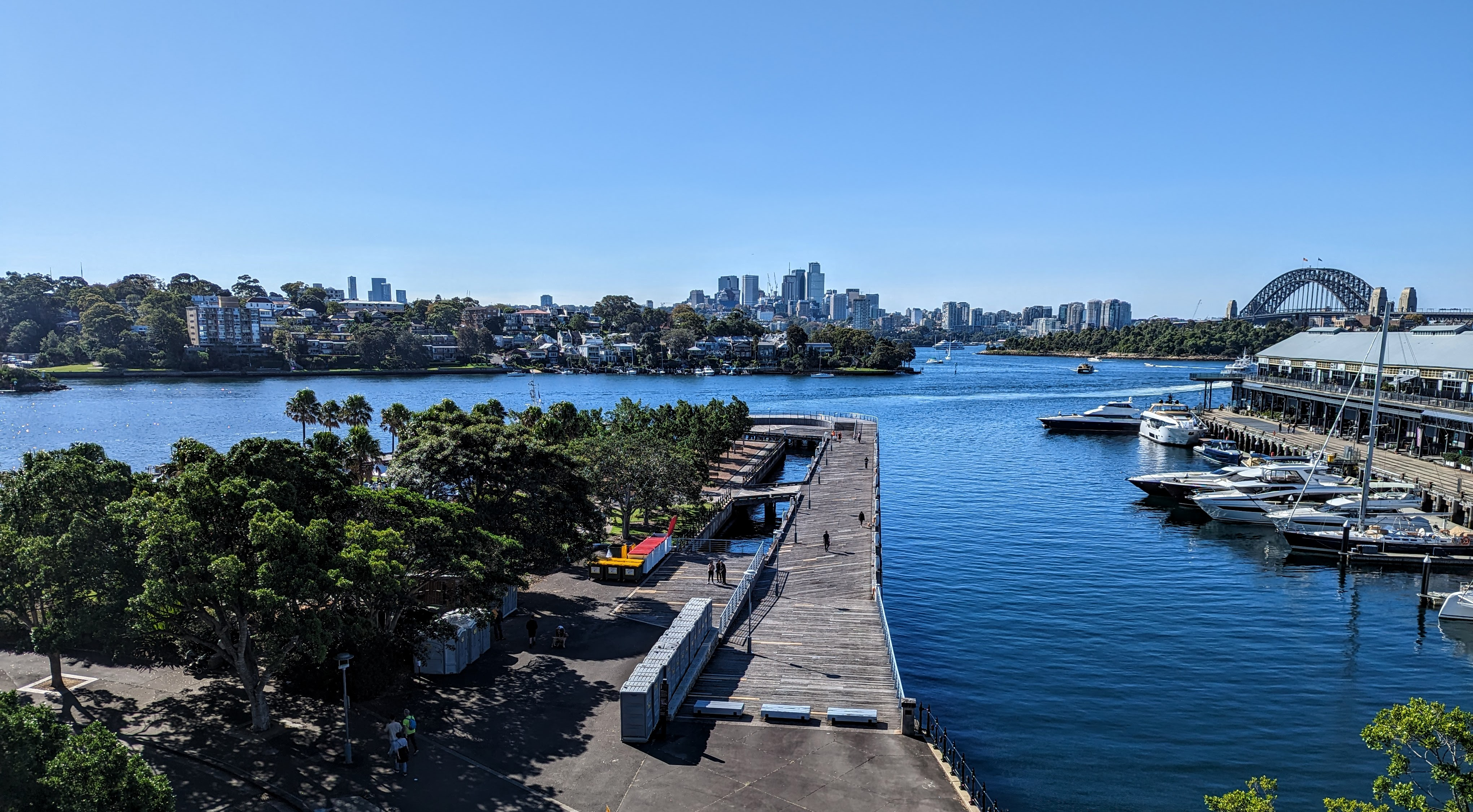
卑滿望專時頓灣